# Сельское поселение Шейбухтовское
Сельское поселение Шейбухтовское — упразднённое сельское поселение в составе Междуреченского района Вологодской области.
Центр — село Шейбухта. 
Образовано 1 января 2006 года в соответствии с Федеральным законом № 131 «Об общих принципах организации местного самоуправления в Российской Федерации».
В состав сельского поселения вошёл Шейбухтовский сельсовет.
Законом Вологодской области от 3 мая 2017 года № 4136-ОЗ, сельские поселения Сухонское и Шейбухтовское были преобразованы, путём их объединения, в сельское поселение Сухонское с административным центром в селе Шуйское.
По данным переписи 2010 года население — 422 человека.

## История
Шейбухтовский сельсовет был создан 7 августа 1924 года. 14 января 1929 года сельсовет вошёл в образованный Шуйский район Вологодского округа Северного края.
Шуйский район был переименован в Междуреченский.
24 декабря 1924 года из Хожаевского и Шейбухтовского сельсоветов был образован Иванищенский. Центр сельсовета — село Иванищево.
4 июля 1959 году Иванищевский сельсовет был упразднён, а его населённые пункты вошли в состав Враговского и Шейбуховского сельсовета. 24 декабря 1954 года Хожаевский и Шейбуховский сельсоветы были объединены в Иванищевский сельсовет.
23 января 1969 года Иванищевский сельсовет был переименован в Шейбухтовский. Центр сельсовета — село Шейбухта.

## География
Расположено в западной части района. Граничит:
- на севере с сельским поселением Сухонское,
- на западе с сельским поселением Старосельское,
- на юге с сельским поселением Ботановское,
- на севере с муниципальным образованием Каменское Грязовецкого района.

По территории поселения протекает река Шейбухта.

## Населённые пункты
В 1999 году был утверждён список населённых пунктов Вологодской области. Согласно этому списку в Шейбухтовский сельсовет входили 18 населённых пунктов.
23 августа 2001 года были упразднены деревни Плющихино, Федорково, Холм. С тех пор состав сельсовета не изменялся.
В состав сельского поселения входят 15 населённых пунктов, в том числе
14 деревень,
1 село.
| Населённый пункт     | ОКАТО          | Рег. номер | Расстояние до районного центра, км | Расстояние до центра поселения, км | Индекс | Координаты                      |
| -------------------- | -------------- | ---------- | ---------------------------------- | ---------------------------------- | ------ | ------------------------------- |
| деревня Акуловское   | 19 232 836 002 | 4850       | 18                                 | 3                                  | 161052 | 59°15′24″ с. ш. 40°53′15″ в. д. |
| деревня Антропьево   | 19 232 836 003 | 4851       | 19,4                               | 1,6                                | 161052 |                                 |
| деревня Иванищево    | 19 232 836 004 | 4852       | 28                                 | 7                                  | 161052 | 59°12′57″ с. ш. 41°00′14″ в. д. |
| деревня Коцыно       | 19 232 836 005 | 4853       | 19,5                               | 1,5                                | 161052 |                                 |
| деревня Макарово     | 19 232 836 006 | 4854       | 36,5                               | 8,5                                | 161052 | 59°12′53″ с. ш. 41°02′23″ в. д. |
| деревня Марковское   | 19 232 836 007 | 4855       | 18                                 | 3                                  | 161052 | 59°15′36″ с. ш. 40°51′42″ в. д. |
| деревня Мотовилово   | 19 232 836 008 | 4856       | 32                                 | 11                                 | 161052 | 59°13′25″ с. ш. 41°02′12″ в. д. |
| деревня Никольское   | 19 232 836 009 | 4857       | 22                                 | 1                                  | 161052 | 59°15′21″ с. ш. 40°56′27″ в. д. |
| деревня Сахарово     | 19 232 836 012 | 4859       | 27                                 | 6                                  | 161052 | 59°13′08″ с. ш. 40°59′21″ в. д. |
| деревня Становое     | 19 232 836 013 | 4860       | 28,5                               | 7,5                                | 161052 | 59°12′48″ с. ш. 41°00′47″ в. д. |
| деревня Степановское | 19 232 836 014 | 4861       | 23                                 | 2                                  | 161052 | 59°15′21″ с. ш. 40°57′14″ в. д. |
| деревня Тупицыно     | 19 232 836 015 | 4862       | 22,5                               | 1,5                                | 161052 |                                 |
| деревня Турыбанино   | 19 232 836 016 | 4863       | 20                                 | 1                                  | 161052 | 59°15′00″ с. ш. 40°53′58″ в. д. |
| село Шейбухта        | 19 232 836 001 | 4849       | 21                                 | —                                  | 161052 | 59°15′15″ с. ш. 40°55′12″ в. д. |
| деревня Юсово        | 19 232 836 019 | 4866       | 19,5                               | 1,5                                | 161052 | 59°14′46″ с. ш. 40°53′50″ в. д. |

Упразднённые населённые пункты:
| Населённый пункт  | ОКАТО          | Рег. номер | Расстояние до районного центра, км | Расстояние до центра поселения, км | Комментарий           |
| ----------------- | -------------- | ---------- | ---------------------------------- | ---------------------------------- | --------------------- |
| деревня Плющихино | 19 232 836 010 | 4858       | 29                                 | 8                                  | Упразднена 23.08.2001 |
| деревня Федорково | 19 232 836 017 | 4864       | 29                                 | 8                                  | Упразднена 23.08.2001 |
| деревня Холм      | 19 232 836 018 | 4865       | 28,5                               | 7,5                                | Упразднена 23.08.2001 |

## Известные люди
Люскова Александра Евгеньевна — свинарка колхоза «Будённовец» Междуреченского района Вологодской области. Родилась в 1900 году в деревне Коцыно Шуйской волости Тотемского уезда Вологодской губернии. В 1949 году ей было присвоено звание Героя Социалистического Труда.